# أحمد بن النضر
أحمد بن سليمان النضر أو أبن النظر (1256م/ 655 هـ) - 1291م/ 690 هـ) هو عالم مسلم وشاعر نبهاني.

## حياته ونشأته
أحمد بن سليمان بن عبد الله بن أحمد الناعبي، المشهور بابن النضر، ولد في القرن السادس من الهجرة، نشأ وترعرع في مدينة سمائلدرس ودرّس بها، ومن أهل بيت علم، جده عبد الله بن أحمد هو قاضي القضاة.، أشتهر بحافظته، واطلاعه الواسع على المعرفة، في علوم الفقه واللغة العربية، كان يحفظ من شعر العرب أربعين ألف بيت، غير القصائد الطوال، وكان بارعا في النظم، كان يؤلف القصيدة الطويلة في ليلته، وأحد الذين قيل عنهم، أشعر العلماء وأعلم الشعراء عاصر للقلهاتي وأبي عمر النخلي.
تعرض للإضطهاد والظلم حتى أنتهي الأمر بقتله، بسبب الوقوف أمام جور السلطان الجائر «خردلة بن سماعة النبهاني»، إذ ألقى به من مكان عالي من قصره، وأحرقة مكتبته، وضاعت معظم أعماله.

## مؤلفاته[6]
- كتاب «الوصيد في ذم التقليد» في مجلدان، * كتاب «مرآة البصر في مجمع المختلف من الأثر» في أربع مجلدات.

- أشهر ما بقي بين أيدينا من مصنفاته الشعرية، «الدعائم» وهي منظومة في العقيدة والفقه، وقد شرحها أكثر من عالم، ولعل أشهرها: شرح الرقيشي، والقطب.

## وفاته
يقال أن سنه حين قتل خمس وثلاثون سنة،
كان حافظا واعيا مطلع بفنون العلم والتاريخ والسير، بحرا زاخرا في اللغة، ومن كتبه الدعائم، وكان عالما بأشعار العرب وسيرهم وتواريخهم ومحاوراتـهم، ناهيك بعلم اللغة فإنه أخذها بحذافيرها. والسبب في ذهاب أكثر مؤلفاتـه ما حصل له حيث قتل فنـهب بيته وخزانة كتبه وأحرقت بالنار وذلك بـيد السلطان الجائر خردلة بن سماعة بن محسن وكان حاكما باغيا يأخذ أموال رعيته غصبا، يأخذ نصف مهر المرأة من العاجل إذا تزوجت، وتصادف أن تزوجت ابنة أخت الشيخ ابن النضر على مهر قدره 50 محمدية.